# Zuglio
Zuglio (in friulano Zui, in tedesco Gaildorf) è un comune italiano di 535 abitanti del Friuli-Venezia Giulia. È l'antica città romana Iulium Carnicum, sede vescovile tra il IV e il V secolo.

## Geografia fisica
Sorge a 429 m in Valle del But o Canale di San Pietro (in friulano Cjanal di San Pieri), alla destra orografica del torrente, nella regione alpina della Carnia.
Ha come frazioni tre paesi: Sezza, Fielis e Formeaso che confina direttamente con Zuglio

## Storia
Zuglio è l'antica Iulium Carnicum, la città romana più settentrionale d'Italia, fondata tra il 58 e il 49 a.C. come vicus e diventata colonia nel I secolo d.C. Di quest'epoca Zuglio conserva resti del Foro romano, rettangolare, pavimentato con lastre di calcare, circondato da un portico chiuso a sud dalla basilica civile e a nord da un tempio, con resti di statue e di decorazioni in pietra e in bronzo. Parte dei rinvenimenti di Iulium Carnicum si trovano ora nel museo di Cividale del Friuli: si tratta di due iscrizioni che dovevano far parte del rivestimento bronzeo di una o di due statue erette in onore di Gaio Bebio Attico, funzionario dell'epoca di Claudio (41-54 d.C.), resti di un ritratto clipeato (all'interno di scudo) di un uomo togato, frammenti di altri due clipei e di altri elementi decorativi del foro, come la testa-ritratto bronzea di un ignoto personaggio illustre.
Assunse un rilievo sempre maggiore per la sua posizione strategica, in prossimità della cosiddetta Via Iulia Augusta, la quale attraverso l'impervio passo di Monte Croce Carnico conduceva alle regioni del Norico. In età tardoantica ed altomedievale fu sede episcopale (IV-VIII secolo). La diocesi, suffraganea di Aquileia, estendeva la sua giurisdizione alla Carnia e al Cadore.
L'ente comunale fu soppresso nel 1932 per essere aggregato al comune di Arta, fu poi ricostituito come comune autonomo nel 1946.

### Simboli
Lo stemma è stato concesso con decreto del presidente della Repubblica del 28 gennaio 1953.
Il gonfalone, concesso con DPR del 22 ottobre 1986, è un drappo di bianco.

## Monumenti e luoghi d'interesse

San Pietro in Carnia

Il Civico Museo Archeologico "Iulium Carnicum", inaugurato nel 1995, si trova al centro del capoluogo, nei pressi dell'area archeologica del Foro e raccoglie i rinvenimenti degli scavi della città romana, iniziati già nel XIX secolo (e precedentemente conservati in un piccolo Antiquarium) e oggetti provenienti dall'intera Carnia.
Nel comune di Zuglio, a circa tre chilometri dall'abitato, si trova la pieve di San Pietro in Carnia, fra le più antiche del Friuli e a più riprese sede episcopale nell'alto Medioevo.

## Società

### Evoluzione demografica
Abitanti censiti

### Lingue e dialetti
A Zuglio, accanto alla lingua italiana, la popolazione utilizza la lingua friulana. Ai sensi della Deliberazione n. 2680 del 3 agosto 2001 della Giunta della Regione autonoma Friuli-Venezia Giulia, il Comune è inserito nell'ambito territoriale di tutela della lingua friulana ai fini della applicazione della legge 482/99, della legge regionale 15/96 e della legge regionale 29/2007.
La lingua friulana che si parla a Zuglio rientra fra le varianti appartenenti al friulano carnico.

## Amministrazione
| Periodo | Periodo   | Primo cittadino   | Partito        | Carica  | Note |
| ------- | --------- | ----------------- | -------------- | ------- | ---- |
| 1985    | 1990      | Battista Molinari | PSI            | Sindaco |      |
| 1990    | 1995      | Enzo Martinelli   | PSI            | Sindaco |      |
| 1995    | 2004      | Domenico Romano   | centrosinistra | Sindaco |      |
| 2004    | 2009      | Stelio Dorissa    | lista civica   | Sindaco |      |
| 2009    | 2014      | Elio Moser        | lista civica   | Sindaco |      |
| 2014    | in carica | Battista Molinari | lista civica   | Sindaco |      |